# Freimersheim (Palts)
Freimersheim is een plaats in de Duitse deelstaat Rijnland-Palts, en maakt deel uit van de Landkreis Südliche Weinstraße.
Freimersheim telt 992 inwoners.

## Bestuur
De plaats is een Ortsgemeinde en maakt deel uit van de Verbandsgemeinde Edenkoben.